# Novoskotuvate, Novomoskovsk
Novoskotuvate (în ucraineană Новоскотувате) este un sat în comuna Mareanivka din raionul Novomoskovsk, regiunea Dnipropetrovsk, Ucraina.

## Demografie
Componența lingvistică a localității Novoskotuvate
     Ucraineană (91,76%)
     Rusă (7,69%)
     Alte limbi (0,55%)
Conform recensământului din 2001, majoritatea populației localității Novoskotuvate era vorbitoare de ucraineană (91,76%), existând în minoritate și vorbitori de rusă (7,69%).